# 임기웅
임기웅(1997년 8월 2일 ~ )은 대한민국의 농구 선수이며, 안양 KGC인삼공사 농구단 소속이다. 포지션은 가드이다. 서울도림초등학교, 침산중학교, 용산고등학교, 성균관대학교를 졸업했으며, 2019 KBL 신인드래프트에서 3라운드 2순위로 지명되었다. 2020년 1월에 신협 상무 농구단에 합류하면서 군 복무를 했다. 이후 멋쟁이가 되었다.